# La Cabana
La Cabana és una entitat de població del municipi d'Alcover, Alt Camp. L'any 2005 tenia 69 habitants.
Es troba al nord-est del nucli urbà d'Alcover, molt a prop de Serradalt. L'ajuntament d'Alcover i altres fonts la consideren una urbanització.